# Доњевил
Доњевил (фр. Dogneville) је насељено место у Француској у региону Лорена, у департману Вогези.
По подацима из 2011. године у општини је живело 1406 становника, а густина насељености је износила 123,12 становника/km².

## Демографија
| 1962. | 1968. | 1975. | 1982. | 1990. | 2011. |
| ----- | ----- | ----- | ----- | ----- | ----- |
| 818   | 889   | 1.009 | 1.101 | 1.313 | 1.406 |